# Lycodryas pseudogranuliceps
Lycodryas pseudogranuliceps är en ormart som beskrevs av Domergue 1995. Lycodryas pseudogranuliceps ingår i släktet Lycodryas och familjen snokar.
Inga underarter finns listade i Catalogue of Life.
Arten förekommer främst på västra Madagaskar. Små populationer hittades dessutom på öns norra och sydöstra del. Lycodryas pseudogranuliceps lever i torra skogar och i galleriskogar där den klättrar i träd. Äggen kläcks inuti honans kropp (ovovivipari).
Beståndet hotas av skogsröjningar. Populationen minskar men den anses fortfarande vara stor. IUCN listar arten som livskraftig (LC).